# Mopreme Shakur
Pour les articles homonymes, voir Shakur.
Mopreme Shakur, de son vrai nom Maurice Shakur, né en 1969 à New York, est un rappeur américain. Connu initialement sous le nom de Mocedes, il est le demi-frère de Tupac Shakur et le fils du Black Panther Mutulu Shakur. Durant toute sa carrière, Mopreme confirme son indépendance, se détachant de la popularité engendrée par Tupac et Mutulu.

## Biographie
Mopreme est le fils du Black Panther Mutulu Shakur. Il apparaît pour la première fois sur la chanson intitulé Feel's Good de Tony! Toni! Toné! en 1990. Sa première collaboration avec son demi-frère a lieu sur le single Papa'z Song, extrait de l'album Strictly 4 My N.I.G.G.A.Z. en 1993, sous le nom de scène de Wycked. Mopreme est membre des deux formations originales de Tupac, Thug Life puis The Outlawz (sous le nom de scène de Komani). Mopreme, ainsi que Big Syke, quittent The Outlawz, mais contrairement aux rumeurs Mopreme ne signe pas chez Death Row Records. Mopreme est également interviewé dans le documentaire Biggie and Tupac traitant de l'enquête sur les assassinats des deux superstars du hip-hop.
En 2007, il publie un album collaboratif, Black and Brown Pride avec DJ King Assassin. En juin 2008, Mopreme signe un contrat en qualité de producteur consultant pour un épisode d'une série documentaire intitulée American Gangster et diffusée sur BET. Cet épisode était consacré à son père, Mutulu Shakur, membre de la Black Liberation Army et promoteur de la Republik of New Afrika, incarcéré depuis 1986 pour une tentative de vol au cours de laquelle un garde et deux policiers avaient été tués. Mopreme est privilégié pour ses interviews.
En décembre 2010, Mopreme publie une diss song envers Funkmaster Flex intitulée Fuckmaster Flex, Funkmaster ayant fait des remarques négative sur Tupac.
En 2016, il est incarné par Jermel Howard dans le film sur Tupac All Eyez on Me de Benny Boom.

## Discographie

### Albums collaboratifs
- 1994 : Thug Life: Volume 1 (avec Thug Life)
- 2007 : Black and Brown Pride (avec DJ King Assassin)

### Mixtapes
- 2005 : Evolution of a Thug Life N.I.G.G.A. Vol. 1.1
- 2005 : Evolution of a Thug Life N.I.G.G.A. Vol. 1.2